# Huy (Duitsland)
Huy is een gemeente in de Duitse deelstaat Saksen-Anhalt, gelegen in de Landkreis Harz. De stad telt 7.140 inwoners.

## Geschiedenis
De gemeente Huy is op 1 april 2002 ontstaan na opheffing van de verwaltungsgemeinschaft Huy door de fusie van 11 gemeenten.

## Geografie
De gemeente ligt op de heuvelrug de Huy, waar de gemeente naar genoemd is, aan de noordwestzijde van de regio of landkreis Harz. De Huy is tevens het grootste beukenbosgebied van Europa. Aangrenzende gemeenten zijn Osterwiek, Halberstadt, Schwanebeck, Westliche Börde, Samtgemeinde Schöppenstedt en Samtgemeinde Asse.

## Indeling gemeente
De volgende Ortsteile maken deel uit van de gemeente:
- Aderstedt
- Anderbeck
- Arbketal
- Badersleben
- Dedeleben
- Dingelstedt am Huy
- Eilenstedt
- Eilsdorf
- Gambrinus
- Huy-Neinstedt
- Pabstorf
- Röderhof
- Schlanstedt
- Vogelsdorf
- Westerburg

## Economie en toerisme
In Huy is landbouw erg belangrijk. Daarnaast zijn er vele kleine zelfstandige ondernemingen op het gebied van handel en nijverheid. Ook het toerisme is langzaam in opkomst. Het bosrijke gebied biedt veel mogelijkheden tot dagtoerisme. Zo loopt door de gemeente de Straße der Romanik. De deelgemeente Dingelstedt am Huy heeft een vliegveld voor ultralight vliegtuigen.
Ballenstedt · 
Blankenburg (Harz) · 
Ditfurt · 
Falkenstein/Harz · 
Groß Quenstedt · 
Halberstadt · 
Harsleben · 
Harzgerode · 
Hedersleben · 
Huy · 
Ilsenburg (Harz) · 
Nordharz · 
Oberharz am Brocken · 
Osterwieck · 
Quedlinburg · 
Schwanebeck · 
Selke-Aue · 
Thale · 
Wegeleben · 
Wernigerode